# Villa Louvigny
Villa Louvigny è un edificio di Lussemburgo, situato nel parco municipale del quartiere Ville-Haute.
La villa prende il nome da forte Louvigny, parte della vecchia fortezza di Lussemburgo.

## Storia
I lavori di costruzione iniziarono nel 1932 per conto della Compagnie Luxembourgeoise de Télédiffusion (oggi RTL Group), che voleva stabilire la propria sede nella capitale del Granducato. La sede fu inaugurata nel 1936, anche se i lavori si protrassero fino al 1939.
Durante l'occupazione tedesca nei primi anni della seconda guerra mondiale, la villa fu devastata dalle forze naziste, che danneggiarono gravemente la struttura e la depredarono. Nonostante ciò l'edificio fu utilizzato dagli Alleati per le trasmissioni radiofoniche militari.
Dopo la restituzione dell'immobile da parte dell'ambasciatore statunitense, Charles Sawyer, nel 1945, la struttura presentava ancora i danni dell'invasione, tuttavia il restauro fu ultimato nel 1952.
Negli anni '60 ha ospitato l'Eurovision Song Contest in due occasioni (1962 e 1966).
Nel 1991 l'emittente ha trasferito la sua sede in un altro edificio nel quartiere Kirchberg, il KB1.

Negli anni'90 la villa è stata venduta a circa 931 milioni di franchi lussemburghesi al governo del Granducato, che nel 2000 vi pone la sede del ministero della salute e dell'Istituto monetario lussemburghese.